# Where Did Your Heart Go?
«Where Did Your Heart Go?» cuya traducción significa «¿Adónde se fue tú Corazón?» es una canción escrita por David Was y Don Was y es tocada por Was (Not Was). Fue presentada como la segunda pista en su álbum debut Was (Not Was) en 1981.

## Versión de Wham!
La canción fue versionada por Wham! y lanzada como el sencillo final del dúo en 1986. Fue incluida como cara B de "The Edge of Heaven" en el Reino Unido, donde alcanzó el puesto #1. Más tarde fue lanzado por separado como sencillo, pero no figuró en las listas.

## Lista de posiciones
1. «Where Did Your Heart Go?» — 5:05
2. «Wham Rap '86» — 6:33

## Posicionamiento
| Listas (1986) | Mejor posición |
| ------------- | -------------- |
| United States | 50             |
| Australia     | 54             |

- Datos: Q975875